# William George Barker
Pour les articles homonymes, voir Barker.
William George Barker (Dauphin, 3 novembre 1894 – Ottawa, 12 mars 1930) est un as de l'aviation canadienne au cours de la Première Guerre mondiale.

## Première Guerre mondiale
Né dans la ferme familiale à Dauphin dans le Manitoba, "Will" Barker grandit en tant que garçon de ferme. Il n'était pas particulièrement intéressé par l'école et passait le plus clair de son temps à monter à cheval et à chasser. Son intérêt pour le tir se renforça alors qu'il était adolescent et de ce fait il dépensait la majeure partie de son argent de poche en munitions. Il devint un tireur de talent, s'entraînant sur des distances multiples aux alentours de Dauphin ou Winnipeg. Sa famille déménagea à Winnipeg peu de temps avant que la Première Guerre mondiale ne commence.
En décembre 1914, peu après le commencement de la guerre et la mobilisation décrétée au Canada, Barker s'engage dans le premier régiment de Mounted Rifles (cavaliers armés de fusils) . Il semblait naturel qu'il s'engage dans la cavalerie, utilisant à cet effet son expérience passée. Son régiment partit pour l'Angleterre au cours du printemps 1915 et puis en France le 22 septembre de la même année. Finalement, les chevaux furent délaissés et le régiment se convertit en infanterie, combattant dans les tranchées.
À ce moment, le Royal Flying Corps était à la recherche de pilotes et jetait son dévolu sur des hommes tels que Barker car ceux-ci possédaient un sens acquis de l'équilibre, hérité de leurs expériences de cavaliers. Barker fut transféré au Royal Flying Corps en mars 1916 en tant qu'observateur/mitrailleur, avec le grade de caporal. Il rejoignit la 9e escadrille, qui se trouvait être un corps de coopération dans la région de la Somme. Le 2 avril, il reçut le grade de second lieutenant et se vit accorder cinq jours de permission à Londres afin de se procurer un uniforme d'officier. À son retour, il fut transféré à la 4e escadrille et plus tard à la 15e escadrille. Il commença officiellement comme observateur le 27 août et le 15 septembre servit pour la première fois aux côtés de ses compatriotes dont ceux de son ancien régiment. Il reçut la Military Cross pour ses actions lors de la phase finale de la bataille de la Somme en novembre 1916. En janvier 1917, après avoir fêté Noël à Londres, il commença comme pilote, s'entraînant sur la base de Netheravon. Il servit une deuxième fois comme pilote au sein du corps de coopération, avant de devenir pilote de chasse sur un  Sopwith Camel. Il y eut une tentative d'en faire un instructeur mais, Barker violant délibérément les règles de combat aérien, s'arrangea pour être de nouveau transféré en France. Il reçut alors le commandement d'un groupe au sein de la 28e escadrille.
Le 26 octobre, la 28e escadrille fut transférée en Italie et la majorité de l'unité, tant le personnel que les avions, voyagea par train jusqu'à Milan. L'un de ses raids les plus fameux, mais aussi l'un des plus controversés, romancé par Ernest Hemingway dans son œuvre Les neiges du Kilimandjaro, se produisit le 25 décembre 1917 en Italie. Prenant les allemands par surprise, Barker et son équipier, Harold Hudson, endommagèrent gravement un aérodrome, concentrant leur feu sur un hangar et détruisant plusieurs avions. Il est dit que l'un de ses coéquipiers préférés était l'as Gerald Birks (en).

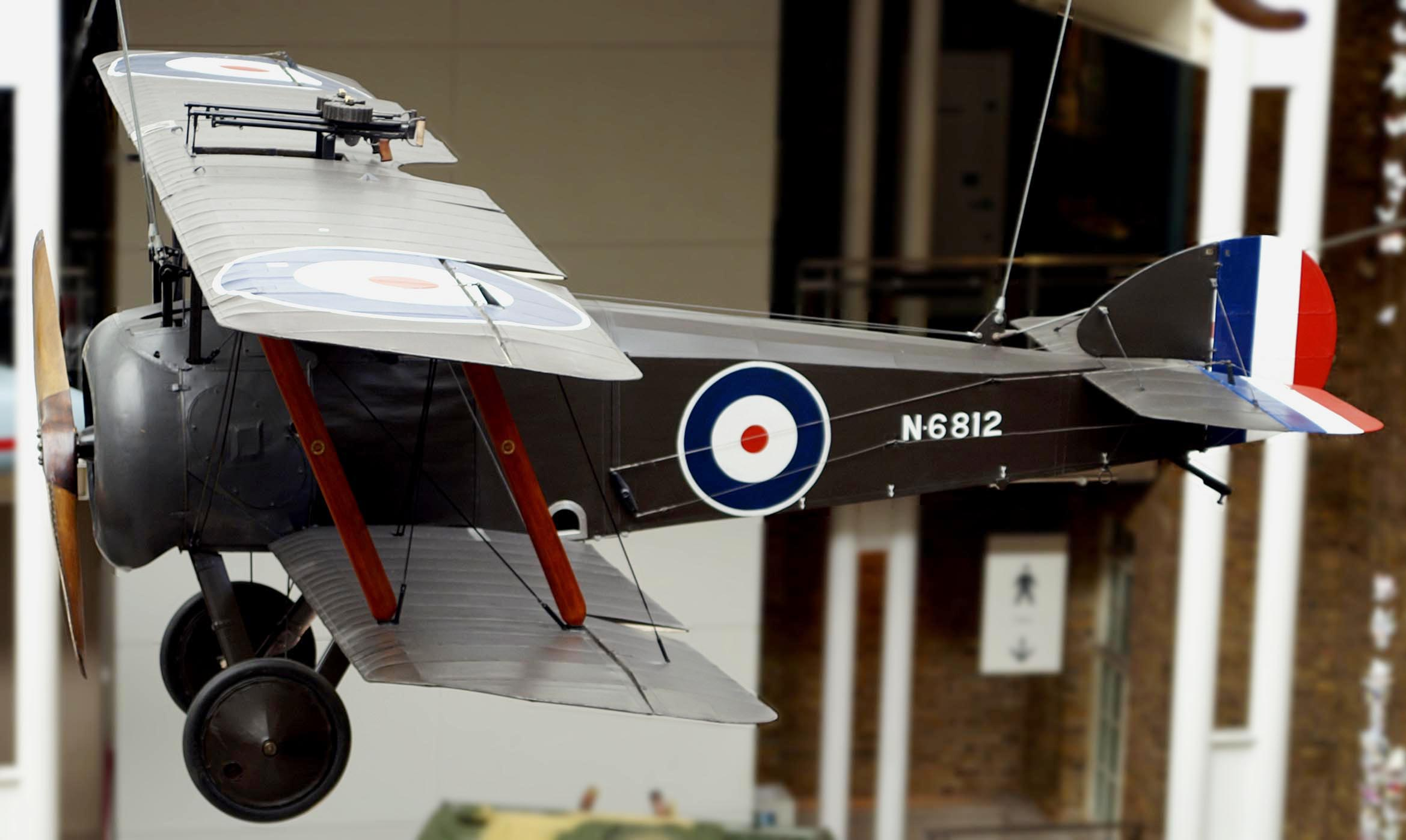
Le Sopwith Camel était l'appareil favori de Barker

À ce moment, l'appareil de Barker devint l'avion le plus prolifique de l'histoire de la RAF, abattant quarante-six avions et ballons de septembre 1917 à septembre 1918, sur un total de 404 heures de vol. Il fut retiré du service en octobre 1918, Barker gardant la montre comme souvenir, même s'il lui fut demandé de la remettre le jour suivant !
Après avoir volé plus de neuf cents heures en missions de combat sur une période de deux ans et demi, le commandant de Barker le transféra au Royaume-Uni en septembre 1918. Aux quartiers généraux de la RAF à Londres, il se vit accorder un mandat itinérant de dix jours. Barker choisit un Sopwith Snipe et rejoint de son propre chef la 201e escadrille, qui était commandée alors par Cyril Leman, un de ses compagnons lorsqu'il était observateur.
Il reçut la croix de Victoria pour son mérite au cours de la journée du 27 octobre 1918. Alors qu'il emmenait son appareil vers le dépôt, il franchit les lignes ennemies à une hauteur de six mille cinq cents mètres au-dessus de la forêt de Mormal. Il attaqua un avion biplace ennemi, le brisant en deux, l'équipage de ce dernier s'échappant en parachute. De son propre aveu, il fit preuve d'imprudence et fut pris en chasse par un groupe de Fokker D.VIIs. Dans un combat aérien descendant et intense contre une quinzaine d'appareils, Barker fut blessé par trois fois aux jambes, eut son épaule gauche brisée, mais parvint à garder le contrôle de son avion et descendit trois avions ennemis supplémentaires. Cette lutte aérienne se déplaça quelque peu pour se poursuivre au-dessus des lignes canadiennes, ce qui fit que les derniers instants du combat furent suivis par quelque cent mille combattants. Gravement blessé et saignant abondamment, Barker parvint à atterrir en catastrophe et fut sauvé par des hommes de la section des ballons d'observation de la RAF qui l'emmenèrent dans un hôpital de campagne.
Il resta entre la vie et la mort jusqu'à la mi-janvier 1919 dans un hôpital de Rouen, puis fut transféré en Angleterre. Il dut attendre jusqu'au 1er mars afin d'être suffisamment valide pour faire les quelques pas vers le Buckingham Palace pour la remise de sa décoration.
Son tableau de chasse officiel durant la guerre est d'un avion capturé, neuf ballons détruits (dont sept partagés), trente-cinq avions abattus (dont deux partagés), et cinq avions hors de combat.

## Après-guerre
Barker revint au Canada en mai 1919 en tant que soldat canadien le plus décoré de la guerre, avec la Victoria Cross, la Distinguished Service Order avec une barrette, la Military Cross avec deux barrettes, l'étoile de 1914-1915, la médaille de guerre britannique 1914-1920, la médaille de la victoire avec feuille de chêne, la croix de guerre française avec étoile de bronze et deux médailles d'argent italiennes (médailles du courage) pour sa valeur. Il fut également cité trois fois à l'ordre de l'armée. Il reste à ce jour le soldat canadien le plus décoré de l'histoire de ce pays.
Par la suite, il monta une affaire, Bishop-Barker Aeroplanes Limited, avec un autre as canadien récipiendaire de la croix de Victoria, Billy Bishop, qui dura trois ans. Le lieutenant-colonel Barker rejoignit la force aérienne canadienne naissante  en 1922, et reçut le commandement de la RCAF en 1924. Il fut diplômé de l'école d'encadrement de la RAF à Andover (en) en 1926. L'une de ses contributions à la RCAF fut l'introduction du parachute. Après avoir quitté la RCAF, il devint le premier président du club de hockey des Maple Leafs de Toronto, et prit des intérêts dans la culture du tabac dans la région du sud-ouest de l'Ontario.
Malheureusement, il souffrait toujours des conséquences de ses blessures de 1918 notamment aux niveaux des jambes et de son coude gauche et tomba dans l'alcoolisme dans les dernières années de sa vie. Il mourut en 1930 près d'Ottawa quand il perdit le contrôle de son appareil, un biplan Fairchild KR-21 qui s'écrasa sur les eaux gelée de la rivière des Outaouais, au cours d'un vol de démonstration de la RCAF à l'aérodrome de l'Aviation royale du Canada à Rockcliffe. Barker, âgé de trente-cinq ans, était alors le président et directeur-général de la compagnie Fairchild Aircraft à Montréal.

## Héritage
Ses funérailles, le plus grand événement dans l'histoire de Toronto, ont été accompagnées par deux mille soldats. Le cortège faisait plus de trois kilomètres de long et comprenait dans ses rangs le chef d'état-major ainsi que ses officiers généraux, le lieutenant gouverneur de l'Ontario, le maire de Toronto, trois ministres fédéraux et six récipiendaires de la croix de Victoria. Une garde d'honneur américaine fut également présente. Quelque cinquante mille habitants assistèrent au passage du cortège dans les rues de Toronto vers le cimetière Mount Pleasant, où Barker fut inhumé dans la crypte de sa belle-famille.
Dans sa ville natale, à Dauphin dans le Manitoba, une école élémentaire et l'aéroport (baptisé en 1998) furent nommés en son honneur. Durant la semaine du 8 janvier 1999, le gouvernement fédéral canadien désigna Barker comme personnalité de l'histoire canadienne. La chaîne de télévision Discovery Channel lui consacra un documentaire biographique le 27 avril 1999, intitulé First of the few.
En octobre 2021, un avion Poseidon MRA1 de la Royal Air Force est baptisé "William Barker VC". Le 6 juin 1931 un aéroport de Toront fut rebaptisé Barker Field en son honneur. Sa légende et son histoire ont été utilisées par l'Aviation royale du Canada pour recruter la nouvelle génération de pilotes durant la Seconde Guerre Mondiale.

## Distinctions
- Distinguished Service Cross
- Croix de Victoria
- Croix militaire